# Tramway d'Athènes
Le tramway d'Athènes (en grec moderne : Τραμ Αθήνας) est un système de transport en commun desservant la ville d'Athènes, capitale de la Grèce, ainsi que Le Pirée, Glyfáda et Voúla situées le long de la mer Méditerranée. En 2025, le réseau, dont les premières sections ont été inaugurées le 19 juillet 2004 à l'occasion des Jeux olympiques d'été de 2004, compte 2 lignes avec au total 32,4 km de voies et 60 stations.

## Exploitation
Le tramway d'Athènes est exploité par STASY SA (en grec moderne : ΣΤΑΣΥ Α.Ε.) (filiale de OASA), entreprise née du regroupement des différents exploitants de transport urbain à Athènes en 2011. STASY, le nouvel opérateur unique, remplace l'entreprise chargée de l'exploitation du tramway (Tram S.A.), du métro (AMEL) et de la ligne ferroviaire périurbaine Athènes - Le Pirée (ISAP), intégrée au réseau de métro à l'occasion.

## Précédents réseaux
En 2004, lors de l'inauguration du tramway moderne de l'agglomération athénienne, le réseau comptait cinq lignes portant le nom d'illustres personnages de la Grèce antique : Aristophane (ligne 1), Eschyle (ligne 2), Thucydide (ligne 3), Aristote (ligne 4) et Platon (ligne 5). Les lignes 1 et 2 furent suspendues l'année suivante. Les lignes 3, 4 et 5 ont existé jusqu'au 6 décembre 2021. Toutes exploitées par STASY SA, elles s'étendaient sur 32,4 km à travers Athènes et les villes avoisinantes du Pirée, Glyfáda et Voúla. Toutes les lignes se rejoignaient à l'arrêt Edem.
| Ligne | Date d'ouverture de la première section | Date de la dernière extension | Parcours                          | Longueur (en km) | Nombre de stations |
| ----- | --------------------------------------- | ----------------------------- | --------------------------------- | ---------------- | ------------------ |
| (3)   | 19 juillet 2004                         | avril 2019                    | Akti Posidonos – Asklippio Voulas | 21,5 km          | 42                 |
| (4)   | 19 juillet 2004                         | avril 2019                    | Akti Posidonos – Syntagma         | 19,6 km          | 39                 |
| (5)   | 19 juillet 2004                         | 16 novembre 2007              | Syntagma – Asklippio Voulas       | 18,2 km          | 37                 |

## Réseau actuel

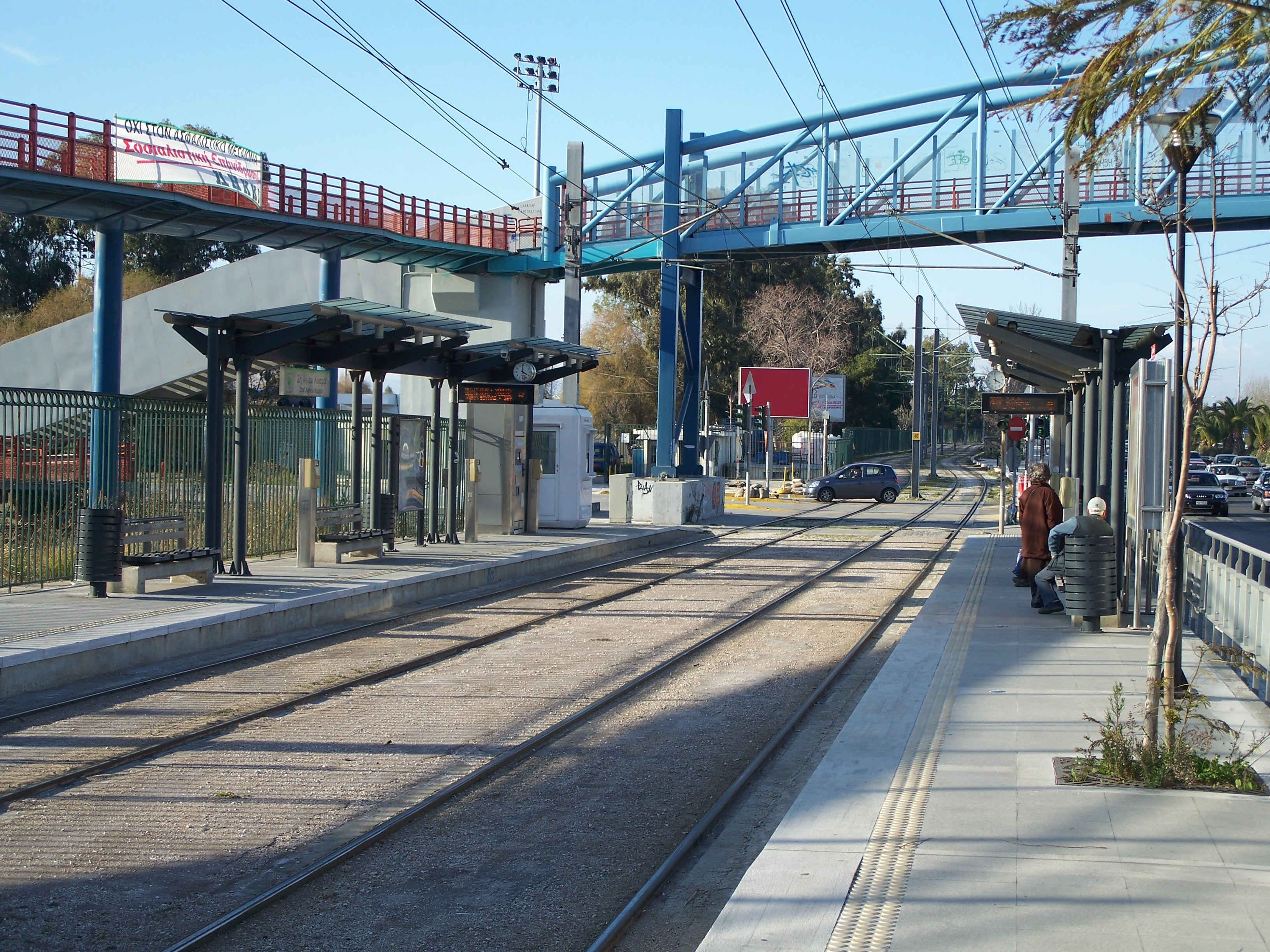
Arrêt 2nd Agiou Kosma.

### Lignes
Depuis le 6 décembre 2021, le réseau de tramway d'Athènes est composé de deux lignes. La ligne 6 relie le centre d'Athènes (arrêt Sýntagma) à la côte (arrêt Pikrodáfni). La seconde suit le bord de côte entre Voúla (arrêt Asklipiío Voúla) et Le Pirée (arrêt Agía Triáda). Les deux lignes ont des correspondances aux arrêts Edem et Pikrodáfni.
| Ligne | Parcours                      | Longueur (en km) | Nombre de stations | Date de la dernière extension |
| ----- | ----------------------------- | ---------------- | ------------------ | ----------------------------- |
|       | Sýntagma – Pikrodáfni         | 18,2 km          | 19                 | 15 novembre 2007              |
|       | Agía Triáda – Asklipiío Voúla | 16,1 km          | 42                 | 15 décembre 2021              |

## Matériel roulant

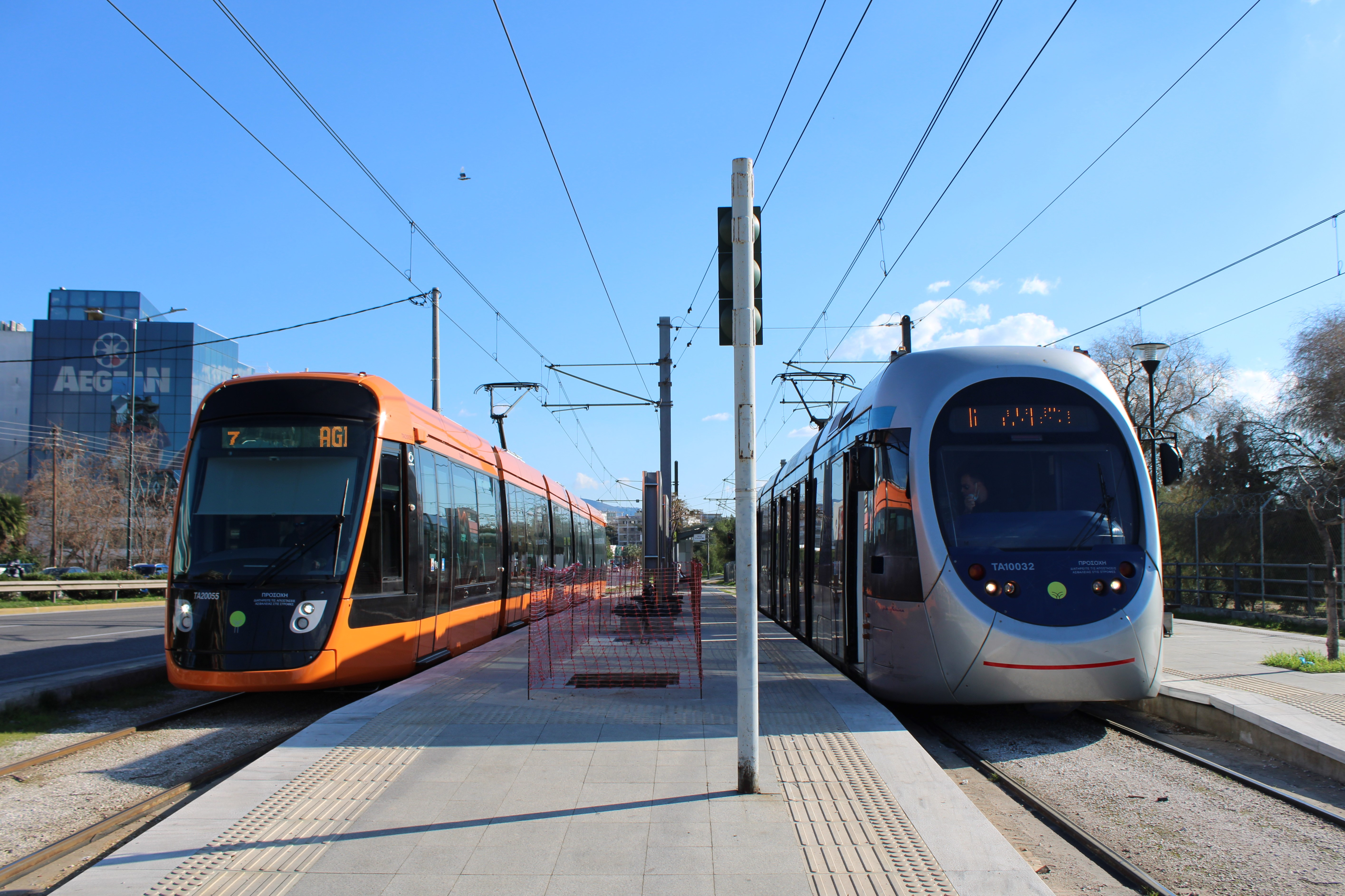
Les deux types de matériel roulant à la station Pikrodáfni.

Le tramway d'Athènes est équipé de 35 rames du type Sirio construites par AnsaldoBreda. Dans le cadre de l'extension du réseau dans le centre du Pirée, 25 rames du type Alstom Citadis 305 de couleur orange ont été livrées entre septembre 2020 et mai 2021.

## Projets de développement
Le 14 janvier 2013, Attiko Metro et l'entreprise de travaux publics Themeli ont signé le contrat pour l'extension du réseau vers le port du Pirée pour un montant estimé à 61 millions d'euros. Le projet prévoit une extension sur 5,6 km avec 12 nouveaux arrêts entre le terminus existant à Neo Faliro et le port du Pirée. Son coût est estimé à 61,5 millions d'euros, subventionné par des fonds structurels européens, et sa mise en service était prévue pour 2018. Attiko Metro a également annoncé le lancement d'un appel d'offres pour 25 nouvelles rames, un marché estimé à 45 millions d'euros. La mise en service fut réalisée en 2019.